# 南紀熊野ジオパーク
南紀熊野ジオパーク（なんきくまのジオパーク、英: Nanki Kumano Geopark）は、和歌山県南部の9市町村と奈良県吉野郡十津川村の一部からなるジオパークである。2014年（平成26年）8月に日本ジオパークとして認定された。

## 概要
「プレートの沈み込みに伴って生み出された3種類の大地」をテーマとしている。プレートの活動によって形成された付加体、付加体の上に溜まった前弧海盆堆積体、約1500年前の火山活動によって形成された火成岩体が紀伊半島の隆起と浸食によって削られ、紀伊半島南部で独特な自然景観等を作っている。また、大塔山を源とする古座川流域には、温暖多雨気候と急峻な地形によってキイイトラッキョウやキノクニスズカケ（いずれも流域で最初に発見）といった紀伊半島固有種の生育、古座川の一枚岩に代表される「古座川弧状岩脈」が流域を形成している。
ユネスコ世界ジオパークへの登録を目指しているが、2022年（令和4年）開催の日本ジオパーク委員会では「世界文化遺産の紀伊山地の霊場と参詣道やラムサール条約登録地の串本との相乗効果が生み出されていない」などの理由で国内推薦は見送りとなっている。

## 沿革
- 2014年（平成26年）8月28日：日本ジオパークとして認定される[2][3][4][9]。
- 2019年（平成31年・令和元年）
  - 1月18日：日本ジオパークとして再認定[9]。
  - 7月27日：拠点施設となる「南紀熊野ジオパークセンター」が和歌山県東牟婁郡串本町潮岬にオープン[10][11]。
- 2022年（令和4年）9月28日：ユネスコ世界ジオパークの国内推薦の見送りを決定（日本ジオパークは再認定）[2][3]。

## 主なジオサイト
エリア内には107か所のジオサイトが設定されている。各ジオサイトについては、公式サイトのジオサイトを探すを参照。
- フェニックス褶曲（「天鳥の褶曲」の別名がある）[12]
- 北山峡
- 古座川の一枚岩（国の天然記念物）[12][13]
- 橋杭岩（国の名勝・天然記念物）[1][12]
- 那智の滝（国の名勝）[12]
- 神倉山のゴトビキ岩（神倉神社の御神体）[6]
- 円月島[1]・千畳敷・三段壁（3か所が一括して国の名勝に指定）[12]
- 梶取崎
- 樫野埼灯台（国の登録有形文化財）[14]

### 関連施設
2019年（令和元年）７月に、南紀熊野ジオパークの拠点施設となる「和歌山県立南紀熊野ジオパークセンター」がオープンした。紀伊半島の地形の成り立ちを模型やプロジェクションマッピングで学ぶことができる。
- 所在地：和歌山県東牟婁郡串本町潮岬2838-3[15]

## 関係自治体
- 和歌山県
  - 新宮市[1]
  - 西牟婁郡上富田町[1]
  - 西牟婁郡白浜町[1]
  - 西牟婁郡すさみ町[1]
  - 東牟婁郡串本町[1]
  - 東牟婁郡古座川町[1]
  - 東牟婁郡那智勝浦町[1]
  - 東牟婁郡太地町[1]
  - 東牟婁郡北山村[1]
- 奈良県
  - 吉野郡十津川村（一部の区域のみ）[1][2][3]